# Schlacht bei Dachau
Wallerfangen – Dömitz – Haselünne – Wittstock – Rheinfelden – Breisach – Wittenweiher – Vlotho – Ochsenfeld – Chemnitz – Bautzen – Freiberg – Riebelsdorfer Berg – Dorsten – Preßnitz – La Marfée – Wolfenbüttel – Kempener Heide – Schweidnitz – Breitenfeld – Tuttlingen – Freiburg – Philippsburg – Jüterbog –  Jankau – Herbsthausen – Alerheim – Brünn – Korneuburg – Totenhöhe – Hohentübingen –  Triebl – Zusmarshausen – Wevelinghoven – Dachau –  Prag
Die Schlacht bei Dachau am 5. Oktober 1648 war die letzte größere militärische Konfrontation des Dreißigjährigen Krieges.

## Ablauf
Die kaiserlich-bayerischen Truppen unter dem Oberkommando des Generalfeldmarschalls Ottavio Piccolomini schlugen die französisch-schwedischen Truppen, welche sich nahe München befanden (zwischen den heutigen Münchner Stadtteilen Nymphenburg und Allach).
Piccolomini war bereits früh über die Anwesenheit der feindlichen Regimenter informiert und zog von München aus nordwärts entlang der Straße nach Dachau. Die kaiserlich-bayerische Kavallerie wurde in drei Einheiten aufgeteilt: Der General der Kavallerie Johann von Werth durchstreifte das Gelände links der Straße, während der Feldmarschall Johann von Reuschenberg sich mit seinen Einheiten direkt auf der Straße vorwärtsbewegte. Das Gelände rechts der Straße sicherte zum einen der kaiserliche General Raimondo Montecuccoli und zum andern der bayerische Feldmarschall Adrian von Enkevort. Piccolomini selbst folgte mit der bayerischen Kavallerie und der Infanterie. Die Berichte über die Aufstellung der Truppen sind zum Teil nicht stimmig. Einig sind sich alle Berichterstatter allerdings darin, dass Werth sich links der Straße vorwärts bewegte.
Der Grund für die Anwesenheit der 15 französisch-schwedischen Regimenter zu Pferd, sowie 600 Mann zu Fuß, scheint eine groß angelegte Jagd in den Wäldern zwischen Dachau und München gewesen zu sein, da die Regimenter auch von Jägern und Hunden begleitet wurden.
Es gelang der kaiserlich-bayerischen Kavallerie, unweit des Dorfes Feldmoching, den Gegner zu überraschen und diesen bis nach Dachau zurückzutreiben. Der schwedische Oberbefehlshaber Carl Gustav Wrangel konnte sich zu Fuß durch das sumpfige Gebiet des Dachauer Mooses nach Dachau retten. Die dort verbliebenen Truppen räumten die Stadt am nächsten Tag.
Enkevort berichtet später, dass 200 Mann getötet und mehrere Hundert gefangen genommen, sowie über 1000 Pferde „ruiniert“ wurden. Dagegen wird in der offiziellen Spezifikation nur von 94 Gefangenen berichtet.